# Campeonato Europeo de Remo de 1894
El II  Campeonato Europeo de Remo se celebró en Mâcon (Francia) en 1894 bajo la organización de la Federación Internacional de Sociedades de Remo (FISA).
En total se disputaron cuatro pruebas diferentes, todas ellas en la categoría masculina.

## Resultados

### Masculino
| Evento                 | Oro | Plata | Bronce |
| ---------------------- | --- | --- | --- |
| Scull individual M1X   | Maurice Gresset Francia                                                                                            | Vittorio Leone Italia | Edouard Lescrauwaet · Bélgica |
| Dos con timonel M2+    | Edouard Lescrauwaet · Auguste Lescrauwaet · NC (t) · Bélgica                                                       | Vittorio Leone Federico Costa NC (t) Italia | Francia |
| Cuatro con timonel M4+ | Jules Demaré Clément Dorlia Paul Cocuet Gabriel Sartori NC (t) Francia                                             | Luigi Rossi Giuseppe Gribaudi Ferruccio Somaglia Attilio Chiantore Guasco Ponziano (t) Italia                                                           | Dante Sandinelli Ugo Bonazza Guido Calzabar Ermanno Girardelli Guido Jellersitz (t) Trieste                                                                               |
| Ocho con timonel M8+   | Jules Demaré Clément Dorlia Paul Cocuet Gabriel Sartori Émile Lepron Dupont Sablier Octave Bouttemy NC (t) Francia | Luigi Rossi Giuseppe Gribaudi Ferruccio Somaglia Augusto Lange Carlo Carbone Mario Ostorero Giovanni Lenti Attilio Chiantore Guasco Ponziano (t) Italia | Louis Choisy · Paul De Gottal · Octave Schepens · Léonce Roels · Raymond Roels · Gustave Brandes · Prosper Bruggeman · Victor De Bisschop · Van Hemelberghe (t) · Bélgica |

## Medallero
| Núm. | País    | Oro | Plata | Bronce | Total |
| ---- | ------- | --- | ----- | ------ | ----- |
| 1    | Francia | 3   | 0     | 1      | 4     |
| 2    | Bélgica | 1   | 0     | 2      | 3     |
| 3    | Italia  | 0   | 4     | 0      | 4     |
| 4    | Trieste | 0   | 0     | 1      | 1     |
|      | TOTAL   | 4   | 4     | 4      | 12    |